# Réserve naturelle nationale des vallées de la Grand-Pierre et Vitain
La réserve naturelle nationale des vallées de la Grand-Pierre et Vitain (RNN37) est une réserve naturelle nationale du Loir-et-Cher située sur les communes d'Averdon et Marolles. Classée en 1979, elle protège une superficie de 275 ha.

## Localisation

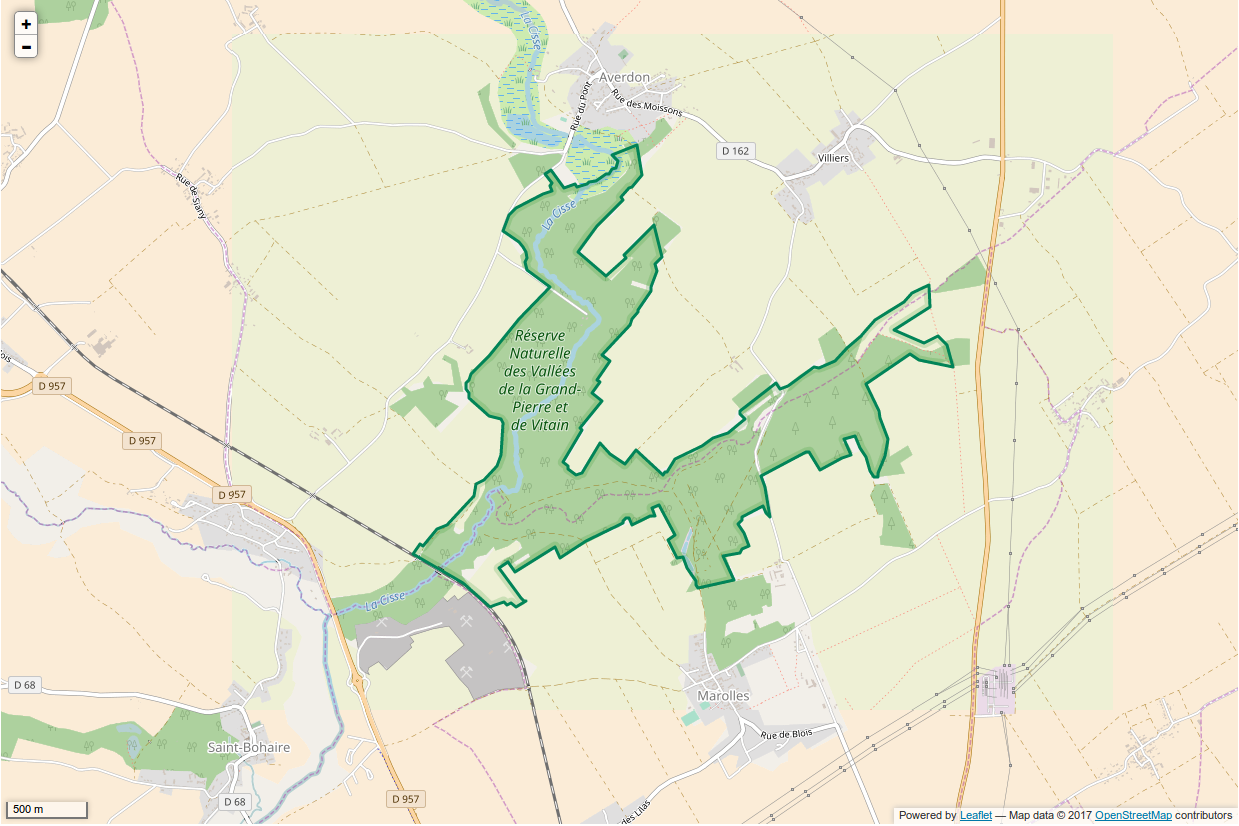
Périmètre de la réserve naturelle.

La réserve naturelle se situe à une dizaine de kilomètres au nord de Blois dans le Loir-et-Cher sur les communes d'Averdon et Marolles. C’est un territoire de 296 hectares en petite Beauce, à la confluence de deux vallées :
- La vallée sèche de la Grand-Pierre qui s’étire dans la réserve sur 3,8 km ;
- La vallée de la Cisse qui s’écoule sur 3,7 km. C’est une petite rivière de plaine dont l’altitude est comprise entre 92 et 95 mètres, sa largeur oscillant entre 5 et 10 mètres[2].

## Histoire du site et de la réserve

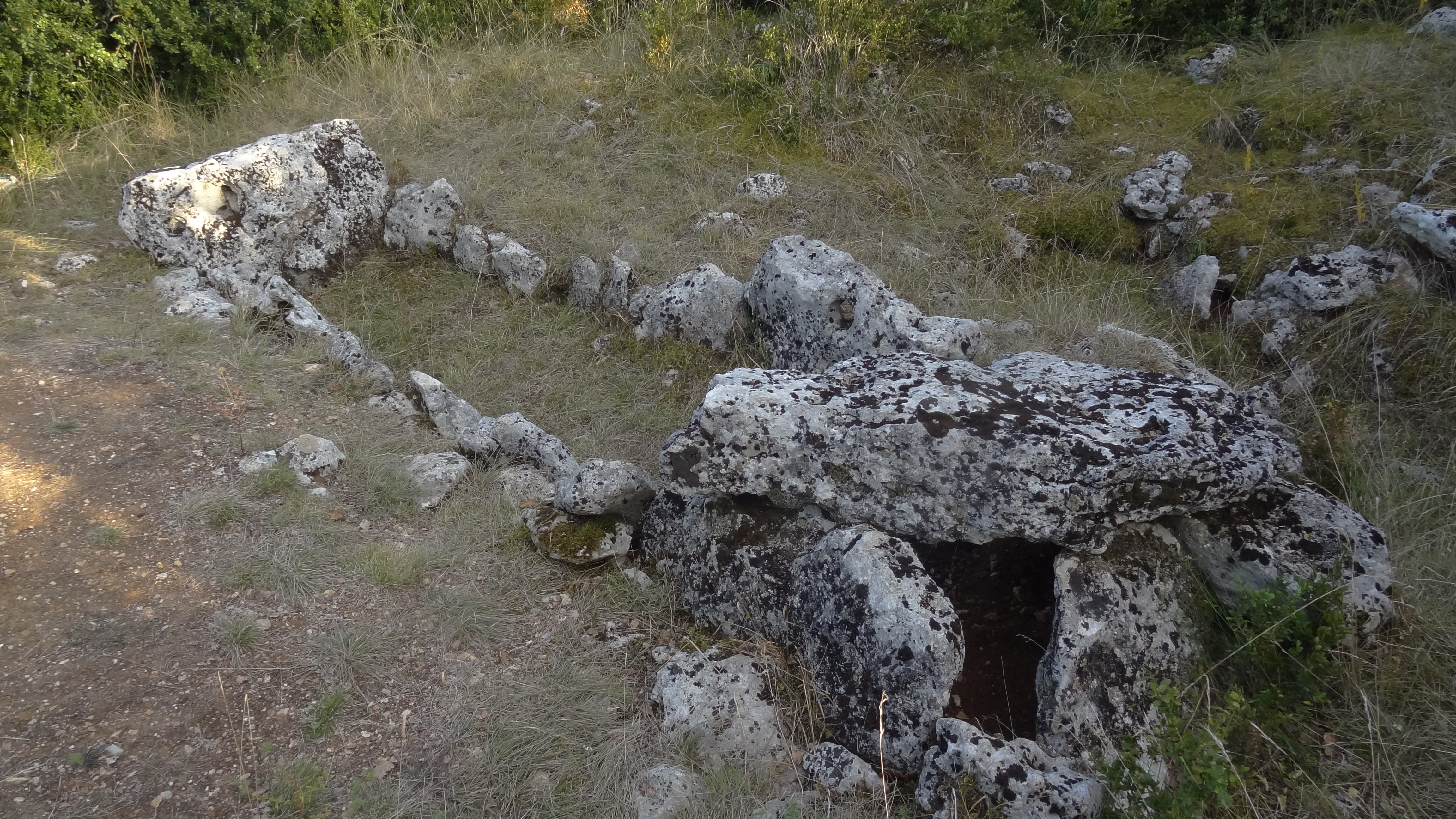
Tombe à la Grande-Mesle

Dès le paléolithique, les hommes ont occupé la région. Cette colonisation de la vallée s’accentue au néolithique puis à l’âge des métaux. Dans la réserve, la nécropole de la Grande-Mesle à Averdon est la plus grande de la Région Centre. Elle sera utilisée pendant 3000 ans. À partir de -5000 av. J.C., une grande partie du site, couverte de pelouses, était déjà pâturée. À la fin du XVIIIe siècle, les parcours à moutons couvraient une surface importante. Les races locales rustiques étaient privilégiées : Beauceronne, puis Ile-de-France et Berrichonne du Cher.
Dès 1860, l’élevage ovin décline, si bien que les pelouses commencent à régresser. Les premières plantations mentionnées à cette époque sont des merisiers. Au début du XXe siècle, les deux ensembles boisés sont toujours présents, mais une partie des pelouses et les terres cultivées les moins riches ont été remplacées par des broussailles, voire des bois.
C’est après la Seconde Guerre mondiale que l’évolution de la végétation s’accélère à la suite de l’exode rural et de l’abandon du pâturage ovin. Les broussailles et les bois gagnent du terrain. À partir des années 60, des pins sont plantés sur certaines pelouses ; puis dans les années 70, les peupleraies apparaissent dans les marais de la Cisse. Depuis la création de la réserve, un pâturage estival de brebis solognotes évite une trop grande fermeture du milieu et permet de conserver les prairies calcaires.

## Écologie (biodiversité, intérêt écopaysager…)
La vallée de la Cisse forme un corridor au cœur de la Beauce qui contribue à maintenir une connectivité entre les grands ensembles naturels de l’amont (marais et forêts) et ceux du Val de Loire. C’est également un refuge semi-naturel en zone de grande culture avec une grande diversité d’espèces animales et végétales. Son contexte très anthropisé la rend fragile ; le brassage génétique nécessaire à la pérennité des espèces à long terme devient moins efficace. Ce dysfonctionnement écologique est accentué par l’abandon des modes traditionnels d’exploitation des marais et des pelouses calcaires. L’embroussaillement de ces milieux provoque la fragmentation des habitats ouverts et atténue l’effet corridor.
Dans ce contexte, l’intérêt de la réserve naturelle réside principalement dans la mosaïque des milieux qui la compose. Par ailleurs, les habitats d’intérêt européen, qui représentent environ 40 % de sa surface, suivent un gradient d’humidité allant des milieux aquatiques dans les vallées aux pelouses sèches sur le plateau.
Enfin, les inventaires ont permis de recenser environ 2 900 espèces de faune et de flore. Les scientifiques considèrent globalement que 6 à 7 % de ces espèces sont patrimoniales. Certaines espèces, les plus rares, ont des affinités Ouest-Méridionale. Elles sont, pour la plupart, proches de la limite de leur aire de répartition, ou bien ont peu d’individus vivant dans des milieux peu répandus. D’autres, moins nombreuses, sont d’origine montagnarde.

### Climat
Pour la station de Blois, les précipitations moyennes annuelles atteignent 635 mm (mai étant le mois le plus pluvieux, août et septembre sont les plus secs). La température moyenne annuelle est de 12,4 °C.

### Géologie
Le socle de la réserve est le calcaire de Beauce, formation lacustre de l’ère tertiaire (23 millions d’années). C’est un calcaire dur et fissuré recouvert de limons éoliens d’épaisseur variable (0,20 à 1 mètre). Lors des glaciations de l’ère quaternaire, des périodes de dégel et de précipitations ont libéré d’énormes masses d’eau, qui ont creusé des vallées. Leur relief subsiste aujourd’hui, sous forme de vallées sèches qui sont une des caractéristiques du modelé de la Beauce. La vallée de la Grand-Pierre en est un exemple remarquable,.

### Flore
Les pelouses calcaires, constituées d’une mosaïque d’habitats, forment de petites unités dispersées d’environ un hectare. Des rochers affleurants sont couverts de plantes pionnières. Les fourrés et broussailles colonisent la lisière des forêts, des bosquets ou des haies. 
Pour les zones boisées, on trouve des érablières, localisées en bas ou à mi-versant des vallées, des chênaies-charmaies sur le plateau au sol profond, des chênaies mélangées sur le plateau sec, et des chênaies-buxaies essentiellement dans la vallée sèche sur les éboulis de gros blocs. 
Les marais et prairies de la Cisse sont occupés par des mégaphorbiaies à Reine-des-prés ou à Ortie et Liseron des haies, des roselières à Phragmites, des cariçaies et des prairies humides.
Plus de 150 espèces de mousses se développent sur le site.

### Faune
Parmi les espèces patrimoniales, on peut citer le Cuivré des marais et l'Agrion de Mercure. On recense 226 espèces d'araignées sur le site.

## Intérêt touristique et pédagogique
Le public est accueilli à Marolles dans la Maison de la Nature, qui organise également des visites guidées de la réserve. Dans la réserve naturelle, l'accès est libre dans la limite des sentiers aménagés et balisés. En dehors des chemins les visiteurs doivent être accompagnés ou bien autorisés par le gestionnaire ou les propriétaires pour des missions spécifiques (travaux, suivis, recherche etc.).

## Administration, plan de gestion, règlement
La réserve naturelle est gérée depuis 1979 par le Comité Départemental de Protection de la Nature et de l’Environnement (CDPNE) de Loir-et-Cher.

### Outils et statut juridique
La réserve naturelle a été créée par un décret ministériel du 23 août 1979. Un décret du 26 mars 1982 a modifié le périmètre de la réserve naturelle.